# Armi d'assedio medievali

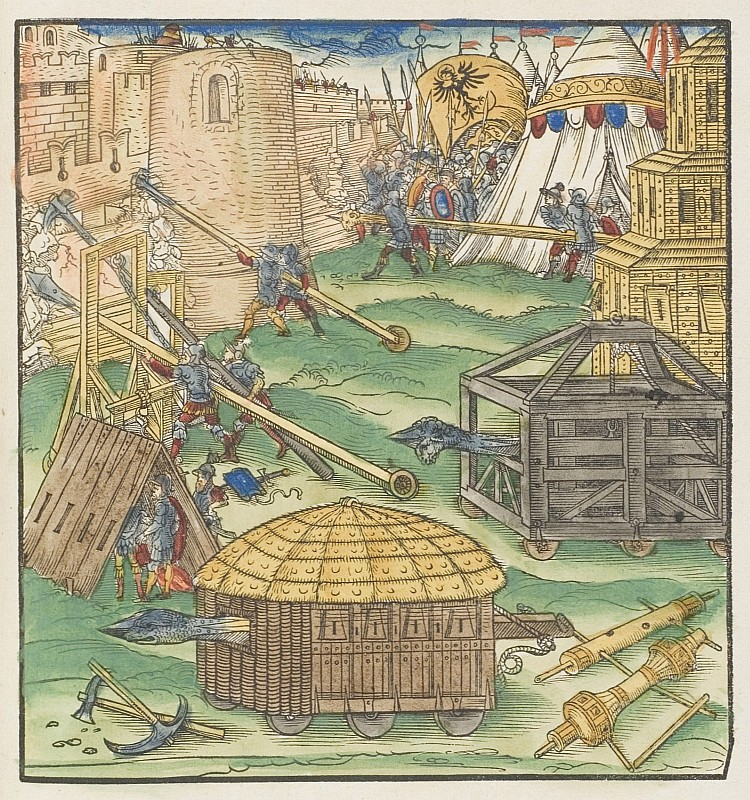
Belagerungsmaschine [Macchine d'assedio] - ill. di Johann Petrejus in

Nel medioevo vennero impiegate varie macchine belliche.
Per semplificare, le possiamo classificare in funzione del loro funzionamento in tre gruppi principali:
1. Le macchine nevrobalistiche o a torsione, che utilizzano per il loro funzionamento l'energia liberata dal rapido svolgimento di una matassa, di solito una corda di fibre o di capelli di donna, come la catapulta o onagro e la balista.
2. Le macchine a contrappeso, che utilizzano per il loro funzionamento l'energia prodotta dalla caduta del contrappeso come il trabucco e il mangano.
3. I pezzi d'artiglieria, che utilizzano per il loro funzionamento l'energia prodotta dall'accensione della polvere pirica.

## Le macchine nervobalistiche o a torsione
Le macchine a torsione furono le prime armi da lancio pesanti inventate nella Storia.
Le prime tattiche poliorcetiche, ossia dell'assedio, vennero create in Grecia.
Prima, infatti, l'arte dell'assedio consisteva nel raggiungere gli spalti grazie a 
scale, poi, grazie soprattutto al genio militare di Filippo II di Macedonia, alcuni ingegneri crearono le elepoli, le torri semoventi e gli arieti.
Tuttavia, le mura potevano essere aggredite anche da lontano, grazie alle prime catapulte, come l'eutione, che lanciava frecce, e il palintone, che lanciava pesi.
Nell'epoca romana, poi, vennero inventate la balista e la catapulta.
Grande interprete dell'arte poliorcetica fu Gaio Giulio Cesare che riuscì a conquistare Alesia dopo molti mesi (52 a.C.). 
Dopo ogni assedio, però, in territorio straniero, i romani dovevano distruggere le catapulte perché, appunto, troppo grandi e impegnative da trasportare.
Gli eserciti degli stati attaccati ripulivano le zone dagli alberi per impedire agli attaccanti la costruzione delle macchine da assedio e dalle pietre comuni, di modo da renderne impossibile l'impiego come proiettili.

## Le macchine a contrappeso

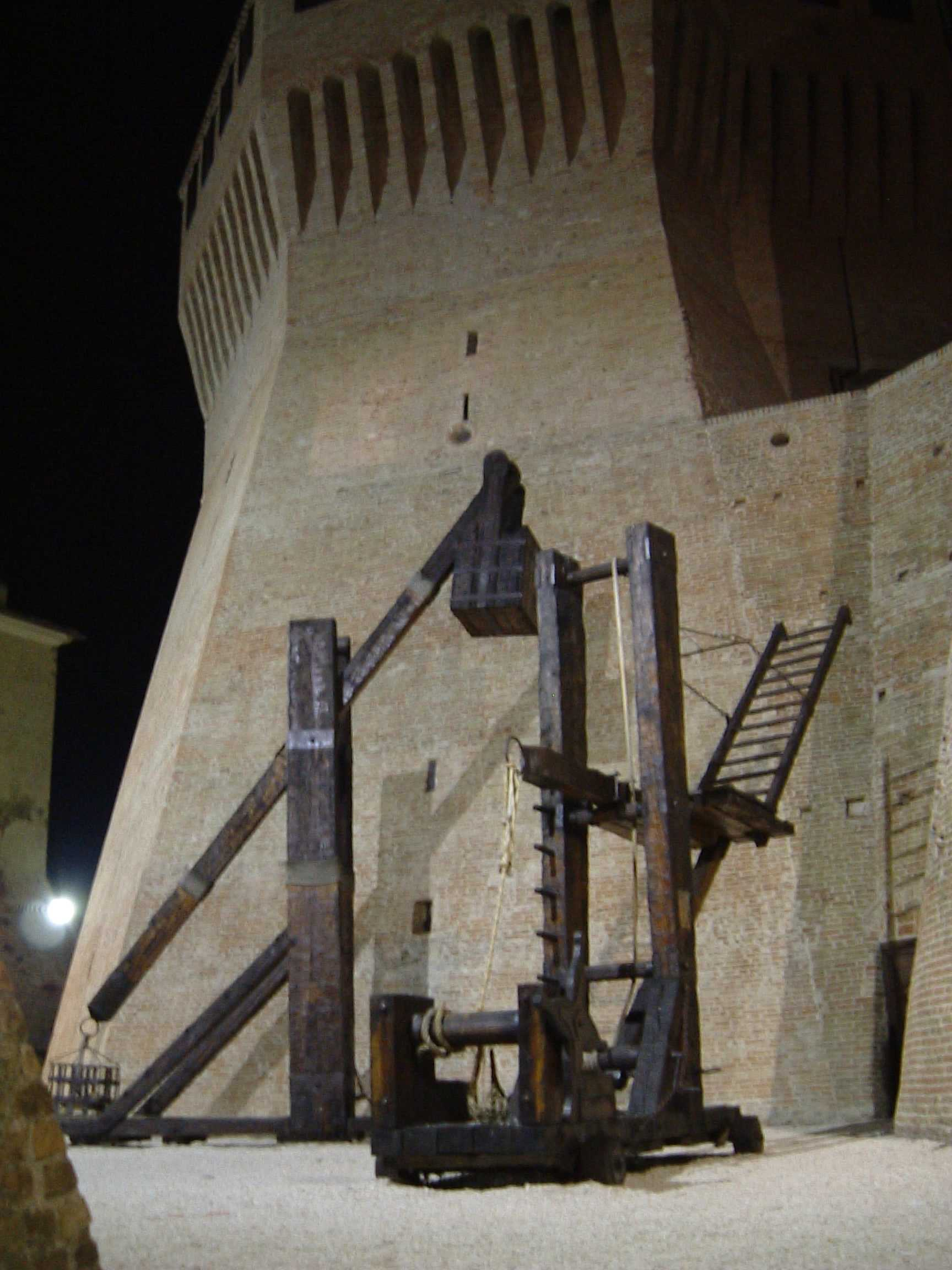
Macchine d'assedio di Francesco di Giorgio Martini nel fossato della Rocca roveresca di Mondavio.

## Elenco di armi e macchine d'assedio
- ariete
- battifredo (ariete)
- balista
- catapulta
- cicogna
- torre d'assedio, derivata dall'elepoli greca
- mangano
- trabucco
- maiale
- librilla
- briccola/blida/biffa/biblia
- petriera
- rampino
- scala d'assedio
- tormenta
- catables
- gatto, evoluzione della testuggine romana.

## Artiglieria
Francesco di Giorgio Martini nel suo Trattato d'architettura civile e militare elenca vari tipi di pezzi d'artiglieria utilizzati in Italia alla fine del XV secolo.
| Nome                | Lunghezza   | Proiettile                    | Calibro       |
| ------------------- | ----------- | ----------------------------- | ------------- |
| Bombarda            | 15-20 piedi | 300 libbre (pietra)           | fino a 660 mm |
| Mortaio             | 5-6 piedi   | 200-300 libbre (pietra)       | fino a 800 mm |
| Mezzana             | 10 piedi    | 50 libbre (pietra)            | ?             |
| Cortana             | 12 piedi    | 70-100 libbre (pietra)        | ?             |
| Passavolante        | 18 piedi    | 32-42 libbre (piombo, ferro)  | ?             |
| Basilisco           | 22-25 piedi | 48-100 libbre (bronzo, ferro) | 130 mm        |
| Colubrina           | 8-10 piedi  | 2-3 libbre (piombo)           | ?             |
| Spingarda           | 8 piedi     | 10-15 libbre (piombo)         | 21-80 mm      |
| Sagro               | ?           | 8-12 libbre (piombo, ferro)   | ?             |
| Falcone             | ?           | 5-6 libbre (ferro)            | 70 mm         |
| Falconetto          | ?           | 1-3 libbre (ferro)            | 50 mm         |
| Archibugio a crocco | 3-4 piedi   | 4-6 once (piombo)             | 15-18 mm      |
| Schioppetto         | 2-3 piedi   | 1/2 oncia (piombo)            | 12-36 mm      |